# Cooler Than Me
Cooler Than Me – debiutancki singel amerykańskiego piosenkarza Mike’a Posnera. Utwór zajął #6 na liście Billboard Hot 100, natomiast #1 na liście Hot Dance Airplay.
18 maja 2010 roku firma Electronic Arts potwierdziła, iż utwór pojawi się w grze The Sims 3: Kariera. Piosenka zostanie przekonwertowana na język simlisz. Dzieło artysty jest również obecne w grze Grand Theft Auto V na stacji NonStopPop.
Mike Posner pojawił się w programach Lopez Tonight, America’s Got Talent oraz The Ellen DeGeneres Show; w każdym z nich wykonał utwór Cooler Than Me.

## Historia wydania
| Region                     | Format           | Data             | Wytwórnia |
| -------------------------- | ---------------- | ---------------- | --------- |
| Stany Zjednoczone, Francja | digital download | 16 kwietnia 2010 | J Records |
| Niemcy                     | single CD        | 27 sierpnia 2010 | J Records |